# Vojna lakote
Vojna lakote je bil kratek spopad Kraljevine Poljske in njene zaveznice Velike litovske kneževine s Tevtonskim viteškim redom  poleti 1414. Spopad je bil poskus rešitve ozemeljskih sporov. Vojna si je prislužila ime po uničujoči taktiki požgane zemlje, ki sta jo uporabili obe strani. Po spopadu, ki se je končal brez večjih političnih rezultatov, sta Prusijo zajeli lakota in kuga. Po besedah Johanna von Posilgeja je po vojni zaradi kuge umrlo 86 bratov tevtonskega reda. Za primerjavo, v bitki pri Grunwaldu leta 1410, eni največjih bitk v srednjeveški Evropi, je umrlo približno 200 bratov vitezov.

## Ozadje
Po poljsko-litovsko-tevtonski vojni 1410–1411 vsa vprašanja med Veliko kneževino Litvo in tevtonskimi vitezi niso bila rešena. Najbolj sporna je bila meja med Samogitijo in Prusijo. Veliki vojvoda Litve Vitautas Veliki je zahteval celoten desni breg reke Nemen, vključno z mestom Memel (Klajpėda). Vitezi so zahtevali, da po smrti Vitautasa in poljskega kralja Vladislava II. Samogitija pripade njim. Cesar Svetega rimskega cesarstva Sigismund Luksemburški se je strinjal, da bo posredoval v sporu, in imenoval Benedikta Makraija, da zasliši obe sprti strani. 3. maja 1413 je Benedikt odločil, da Litvi pripade desni breg reke Neman, vključno s Klajpedo.  Vitezi te odločitve niso hoteli sprejeti in njihov  veliki mojster Henrik von Plauen je ukazal tevtonskim vojskam pohod v severno Poljsko. Vojska pod poveljstvom Mihaela Küchmeistera von Sternberga se je po samo 16 dneh pohoda vrnila v Prusijo. Vitezi niso bili prepričani, da je red, ki si še vedno ni opomogel od poraza v bitki pri Grunwaldu leta 1410, pripravljen na novo vojno s Poljsko. Küchmeister je odstavil velikega mojstra von Plauena in sam zasedel njegov položaj. Maja 1414 je poskušal ponovno začeti pogajanja s Poljsko. Ker je Vladislav II. zahteval vrnitev  von Plauena in zavračal kakršne koli poskuse kompromisa, so pogovori propadli.

## Vojna
Poleti 1414 sta vojski kralja Vladislava II. in velikega kneza Vitautasa vdrli v Prusijo, plenili vasi in požigali polja. Tevtonski vitezi so se odločili, da bodo svojo obrambo osredotočili na deželo Helmno. Zaradi premoči poljske in litovske vojske so se odločili ostati v svojih gradovih in se izogibali neposrednemu spopadu. Küchmeister je uporabil taktiko požgane zemlje v upanju, da bo invazijski vojski prikrajšal za živila. Ta taktika je pozneje povzročila lakoto in kugo. Napadalci kljub premoči niso uspeli doseči odločilne zmage z dolgotrajnimi obleganji tevtonskih gradov. Papeški legat Viljem Lozanski je predlagal rešitev spora z diplomacijo in oktobra je bilo v Strasburgu (Brodnica) podpisano dveletno premirje. Vladislav II. in Vitautas sta se strinjala, da bosta svoje zahteve predstavila koncilu v Konstanci. Ozemeljski spori so bili rešeni šele s sporazumom v Melnem leta 1422.